# Villaresia megaphylla
Villaresia megaphylla es un árbol de follaje persistente originario de Brasil y quizás el nordeste de Argentina, utilizado como ornamental, conocido como mborebí-caá, palo de anta y anta.

## Descripción
Como descripto en la Enciclopedia Argentina de Agricultura y Jardinería: "Árbol de follaje persistente. Hojas oblongas, subcoriáceas, glabras, color verde-pálido, algo ocráceas en la cara inferior, enteras, con los márgenes doblados, ondulados, de 10-20 cm de largo, por 3-9 cm de diámetro, sostenidas por pecíolos de 0,5-1,5 cm de largo. Flores verdosas, pequeñas, dispuestas en inflorescencias paniculadas; pétalos 3 veces más largos que los sépalos. Drupa elipsoidal, negra, de 1-1,5 cm de largo.", "Florece en invierno y primavera".

## Distribución
"Brasil y quizá nordeste de Argentina".

## Usos
En Argentina se la cultiva como ornamental. "Florece en invierno y primavera y se multiplica por semillas y acodos".
"Las especies de Villaresia se han usado para falsificar la yerba mate, mezclándolas con las hojas de ésta".

## Taxonomía
La Enciclopedia Argentina de Agricultura y Jardinería indica el autor:
- Villaresia megaphylla Miers.

Y la sinonimia:
- Citronella megaphylla (Miers.) Howard